# Miguel Maldonado Torres
Miguel Maldonado Torres (Múrcia, 1986) és un humorista espanyol.
Després de llicenciar-se en Història de l'Art per la Universitat de Múrcia, es va establir a Madrid tenint diverses ocupacions. Va començar treballant en La Tuerka com a realitzador, passant més tard a presentar la secció humorística La Tuerka News al costat de Facu Díaz.
Des 2016 codirigeix el programa teatral No te metas en política (NTMEP), amb format late night en directe al Teatro del Barrio i emès també a través d'internet. NTMEP ha estat una secció del programa Al rojo vivo, i des 2017 es realitza en el Teatre Kamikaze.
Des 2018 col·labora amb Andreu Buenafuente en Late motiv.